# Sozialistische Partei Islands
Die Sozialistische Partei Islands (isländisch: Sósíalistaflokkur Íslands, SFÍ; auch: Sósíalistaflokkurinn, „Die Sozialistische Partei“) ist eine sozialistische politische Partei in Island.

## Geschichte
Die Partei wurde am Internationalen Arbeitertag, dem 1. Mai 2017, gegründet.
Der Gründer der Partei, der Autor Gunnar Smári Egilsson, erklärte anlässlich der Gründung: „Die Partei ist ein Anwalt der Lohnempfänger und all derer, die arm, unsichtbar und machtlos sind. Die Gegner der isländischen Sozialistischen Partei sind die Reichen und die, die ihren Interessen dienen.“
Laut Gunnar Smári hatte die Partei bei ihrer Gründung bereits 1400 Mitglieder.
Die Partei trat bei den Wahlen zum Althing 2017 nicht an, da sie sich noch in einer „Aufbauphase“ befinde, aber sie führte bei den Kommunalwahlen am 26. Mai 2018 Listen in den Gemeinden Reykjavík und Kópavogur. Im Stadtrat von Reykjavík erhielt sie mit 6,4 % der Stimmen einen von 23 Sitzen. Bei der Wahl 2022 konnte sie einen weiteren Sitz erringen.
Obwohl alle Wahlumfragen von einem Einzug der Partei ins Althing bei der Parlamentswahl in Island 2021 ausgegangen waren, scheiterte sie letztlich mit 4,1 % der Stimmen an der 5-Prozent-Hürde. Mit einem leichten Rückgang des Stimmenanteils auf 4,0 % blieb die Sozialistische Partei auch bei der vorgezogenen Parlamentswahl 2024 ohne Sitz im Althing.

## Programm
Die wichtigsten Punkte der Parteiplattform sind:
- „Menschliche Lebensbedingungen“ in Bezug auf Löhne, Arbeitslosengeld, Renten und Studienkredite
- Ein kostenloses Gesundheitssystem ohne zusätzliche Zahlungen
- Kürzere Arbeitszeiten
- Eine Reform des Steuersystems mit höheren Steuern für die Reichen und niedrigeren Steuern für die Lohnempfänger